# Махамиду, Алиу
Алиу Махамиду (фр. Aliou Mahamidou; род. 7 июня 1947, Тахуа, Нигер — 13 января 1996, Ниамей, Нигер) — нигерский государственный и политический деятель, премьер-министр Нигера в 1990—1991 годах.

## Биография
Алиу Махамиду посещал школу в Тахуа и Национальный лицей в Ниамее, где в 1968 году получил степень бакалавра. С 1969 по 1974 год Махамиду учился в Национальном университете Кот-д’Ивуара и в Университете Руана во Франции.
20 декабря 1989 года президент Али Саибу упразднил пост премьер-министра и восстановил его 2 марта 1990 года после студенческих протестов в столице Ниамей. На пост был назначен Алиу Махамиду, в то время сменивший политическую карьеру на успешного предпринимателя. В то же время Саибу провёл крупные перестановки в правительстве, в результате которых Мамаду Танджа был повторно назначен министром внутренних дел. В марте 1991 года Махамиду также стал партийным секретарём по экономическим вопросам Национального движения за общество развития. Во время его пребывания на посту премьер-министра мятежные туареги напали на супрефектуру в Чинтабарадене, после чего последовало военное контрнаступление, положившее начало демократизации Нигера. В результате 29 июля 1991 года правительство было распущено. В 1996 году Алиу Махамиду умер в Ниамее.